# У нас была великая эпоха
«У нас была великая эпоха» — повесть Эдуарда Лимонова, впервые изданная в 1989 в советском журнале «Знамя» № 11 и во Франции в переводе на французский язык. Впоследствии в России книга была опубликована издательством «Глагол» лишь в 1994 и затем неоднократно переиздавалась. В произведении автор рассказывает о своём послевоенном детстве, проведённом в Харькове конца 40-х годов XX века. Данная повесть — часть «Харьковской трилогии» Лимонова. Другими работами, входящими в этот цикл, являются романы «Подросток Савенко» (1983) и «Молодой негодяй» (1986).

## Сюжет
В начале повести автор рассказывает о своей родословной. Мать маленького Эди — Раиса Зыбина работала техником на заводе во время Второй мировой войны. Отец — Вениамин Савенко, эксперт по радиотехнике, служил в войсках НКВД. Также перечисляются и другие родственники автора: прадедушка Никита, погибший на фронте, мамина сестра Аня, жившая в Финляндии, брат матери — Борис, что был душевнобольным, и так далее. Рассказ о семье сменяется на отрывочные воспоминания о младенчестве Эдуарда, которое пришлось на войну — например о том, как во время бомбардировок города родители клали его в ящик для снарядов, а затем задвигали под стол, обитый досками, надеясь, что это поможет ребёнку выжить.

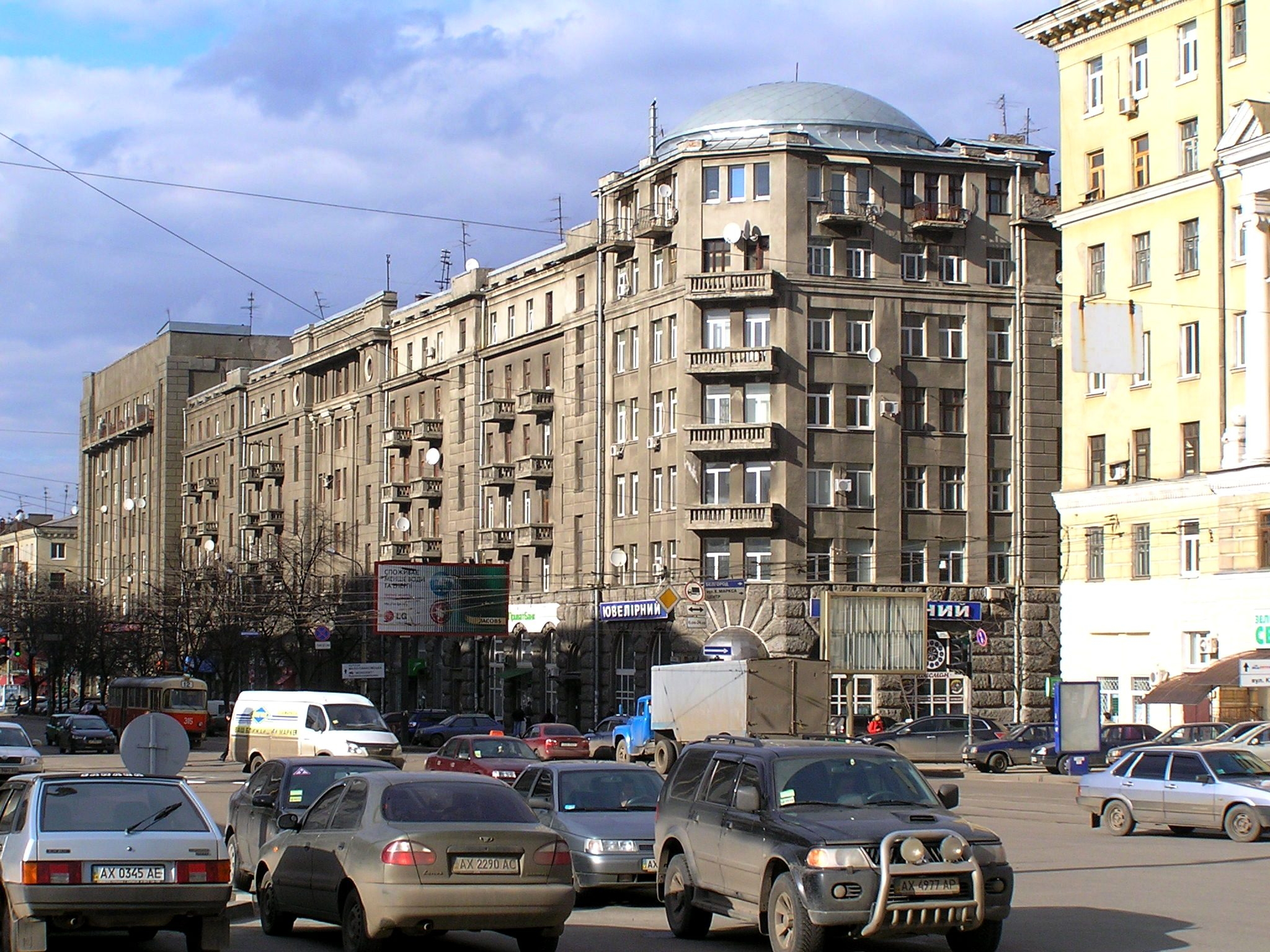
Улица Красноармейская (ныне Евгения Котляра), которая неоднократно упоминается в произведении.

В последующих главах приводятся описания Харькова той эпохи, людей, которые его населяли, и их нравов. Автор не только рассказывает о жизнях людей, недавно вернувшихся с войны, но и часто обращает внимание на разного рода мелочи: в повести нередко можно встретить крайне детальное описание какого-нибудь оружия, одежды и других бытовых предметов. Литературный критик Сергей Костырко отмечает, что подобная обстоятельность в описаниях примет времени может быть обусловлена местом выпуска книги: сперва повесть публиковалась во Франции, где аудитория имела слабое представление о жизни в СССР. Заканчивается произведение сценой военных похорон, на которых главный герой впервые задумался о феномене смерти.

## Мнения и оценки
- Публицист Владимир Бондаренко в своей книге «Поколение одиночек» (2008) характеризует данную повесть как «наиболее прогосударственный, можно сказать — имперский, державный труд» Лимонова[7].
- Ярослав Могутин написал следующую рецензию на весь цикл о Харькове: «Знаменитая харьковская трилогия Лимонова, куда входят романы „У нас была Великая Эпоха“, „Подросток Савенко“ и „Молодой негодяй“, выражаясь языком традиционного советского литературоведения, „стоит особняком в творчестве писателя“, выделяясь из всех его книг какой-то цельностью, завершенностью и формы, и содержания[8]».
- В библиографическом словаре «Русская литература XX века: прозаики, поэты, драматурги» под редакцией Николая Скатова о повести говорится следующее: «Повесть-воспоминание дезавуировала „тотальный гипноз“, вызывала „недоверие к мифам Эпохи“, помогала „обрести смелость смотреть правде в глаза“, сохраняя „любовь, снисхождение к заблуждениям и ошибкам старших“»[9].
- Данила Дубшин рассказывает: «Лимонов досадовал, что при публикации повести в журнале „Знамя“ в 1989 редакционная цензура купировала сцену раннеподросткового (да что там — детского!) секса, имевшуюся в оригинальном авторском варианте. Это как раз тот случай, когда от цензурного вмешательства вещь только выиграла[10]».